# Dr. Victor Amoras
Dr. Victor Amoras (Macapá, 2 de junho de 1986),  é um político brasileiro, filiado ao REDE. Nas eleições de 2022, foi eleito deputado estadual pelo AP.